# John Held Jr.
Pour les articles homonymes, voir Held.
John Held Jr. (1889, Salt Lake City - 1958, Belmar) était un illustrateur dont les travaux sont emblématiques de l'« Ère du Jazz » des années 1920 aux États-Unis.

## Biographie
Né le 10 janvier 1889 à Salt Lake City, dans l'Utah, il entame sa carrière à 16 ans en publiant des illustrations pour le journal The Salt Lake Tribune. Pendant la Première Guerre mondiale, il s'enrôle dans l'US Navy. Après l'armistice, il s'installe à New York et dessine pour plusieurs magazines et journaux. Il est l'auteur de Merely Margie, an Awfully Sweet Girl et Rah, Rah, Rosalie. Lorsque survient la Seconde Guerre mondiale, il s'engage dans les U.S. Army Signal Corps. Après 1945, il s'installe définitivement à Belmar.il a aussi été dans le mouvement le mail art